# بی‌سولفیت و توسعه پرایمر تک نوکلئوتید
بی‌سولفیت و توسعه پرایمر تک نوکلئوتید (به انگلیسی: (SNuPE) Single Nucleotide Primer Extension Bisulfite) روشی سریع برای بررسی کمّی متیلاسیون در یک جایگاه مشخص می‌باشد. ابتدا DNA با بی‌سولفیت تیمار می‌شود. سپس با یک جفت پرایمر قطعه مورد نظر تکثیر می‌گردد. در یک CpG مشخص اگر سیتوزین متیله نباشد به تیمین تبدیل می‌شود. محصول PCR مرحله قبل با پرایمر اختصاصی جایگاه CpG مخلوط می‌شود. این پرایمرهای اختصاصی باید طوری طراحی شوند که سرَ ۳ دقیقاً قبل از باز C در جایگاه CpG مورد بررسی قرار گیرد اما روی باز C(در توالی متیله) یا باز T (در توالی غیرمتیله) قرار نمی‌گیرد. هر یک از نمونه‌های مرحله قبل به دو قسمت تقسیم می‌شوند و به قسمت اول هر نمونه باز dCTP نشاندار و به قسمت دوم هر نمونه باز dTTP نشاندار اضافه می‌شود. باز dCTP تنها به نمونه متیله و باز dTTP تنها به نمونه غیرمتیله متصل می‌شود. از آنجایی که دو باز فوق به صورت نشاندار می‌باشند بعد از اتصال دو باز به پرایمر اختصاصی ناحیه CpG می‌توان در مرحله آخر این پرایمرهای نشاندار را مورد بررسی قرار داد و متیله یا غیرمتیله بودن توالی مشخص شود. پرایمر اختصاصی ناحیه CpG، باید فاقد جایگاه‌های CpG در طول خود باشد؛ و به عبارتی بین توالی متیله و غیر متیله تمایزی قائل نشود. از مزایای این روش عدم نیاز به آنزیم محدود کننده است در نتیجه نیازی نیست CpG مورد نظر حتماً در جایگاه شناسایی آنزیم باشد.